# الفتح الرياضي (كرة السلة)
الفتح الرياضي لكرة السلة أو الفتح الرباطي فريق كرة سلة مغربي من مدينة الرباط تأسس سنة 1946، يمارس بالدوري المغربي لكرة السلة. شارك في عدة بطولات دولية، سواء بطولات عربية أو إفريقية.
فاز بعدة بطولات مغربية وبكؤوس العرش ويعتبر من أكثر الأندية تحقيقا للألقاب في المغرب حيث يملك 32 لقب.
فاز ببطولة كأس الأندية المغاربية مرة سنة 1968، ووصل لنهائي البطولة سنة 1971. فاز الفريق أيضا بكأس العرش 11 مرة كذلك و احتل المرتبة الأولى في البطولة الوطنية عدة مرات. يمارس أغلب لاعبي الفريق ضمن لائحة المنتخب المغربي لكرة السلة.

## الإنجازات

### ألقاب النادي
|  | البطولات                         | الألقاب | السنوات |
|  | -------------------------------- | ------- | --- |
|  | الدوري المغربي لكرة السلة        | 20      | 1968، 1970، 1971، 1972، 1973، 1978، 1979، 1980، 1981، 1984، 1988، 1990، 1992، 1994، 1999، 2001، 2004، 2023، 2024، 2025 |
|  | كأس العرش لكرة السلة             | 11      | 1972، 1977، 1978، 1981، 1982، 1985، 1991، 2002، 2004، 2021، 2025                                                       |
|  | كأس الأندية المغاربية لكرة السلة | 1       | 1968 |

  ينفرد بالرقم القياسي